# Anarchy, State, and Utopia

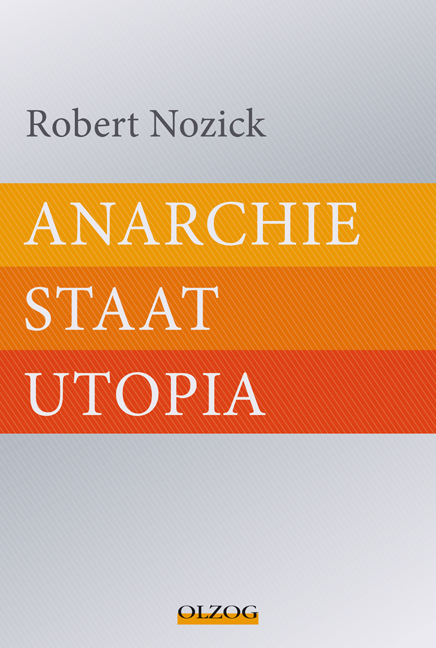
Anarchie, Staat, Utopia, deutschsprachige Ausgabe von 2011

Das im Jahr 1974 erschienene Werk Anarchy, State, and Utopia (deutsch: Anarchie, Staat und Utopia, 1976) ist ein libertärer Gegenentwurf von Robert Nozick zu der egalitaristischen Theorie der Gerechtigkeit von John Rawls. Beide Werke zusammen gelten als entscheidender Impuls zur Neubelebung der politischen Philosophie im 20. Jahrhundert.

## Überblick
Anarchie, Staat und Utopia ist gemäß den drei titelgebenden Topoi gegliedert.
Im ersten Teil stellt Nozick dar, warum er seine Untersuchung auf dem Naturzustand aufbaut, den auch Locke seinen Überlegungen zugrunde legt. Dann zeigt er, wie sich in einem solchen, rein auf freiwilligen Verträgen basierenden Gesellschaftssystem ein staatsähnliches Gebilde in Form einer dominanten Schutzagentur (dominant protective association) herausbildet, ohne dass (dadurch) die natürlichen Rechte Einzelner verletzt würden. Er diskutiert, welche Befugnisse dieser Agentur im Naturzustand erwachsen würden.
Im zweiten Teil überprüft er seine Schlüsse aus dem ersten Teil und bezeichnet die dominante Schutzagentur als Minimalstaat. Er diskutiert dann etliche dem modernen Staat zugeschriebene Aufgaben, insbesondere Umverteilungsmaßnahmen zur sozialen Gerechtigkeit, auf ihre moralische Legitimität. Im Ergebnis hält er alle über den Minimalstaat hinausgehenden Staatstätigkeiten für illegitim, insbesondere auch jegliche Form von Sozialstaatlichkeit.
Im dritten Teil beschreibt Nozick seine Utopie, die er als „Rahmengerüst für Utopien“ (framework for utopia) bezeichnet. Demnach sollen verschiedene Gesellschaften als freiwillige Zusammenschlüsse miteinander um verschiedene Modelle des Zusammenlebens konkurrieren. Er legt in diesem Zusammenhang auch (bisher und auch von ihm weiterhin) ungelöste Probleme dar, die sich daraus ergeben, dass Einzelnen (z. B. Kindern) die freiwillige Entscheidung über die Zugehörigkeit zu einer Gruppe gar nicht ermöglicht wird. Nozicks Utopie lehnt sich an föderalistische Strukturen an, die ihr Vorbild in der Zeit der Gründerväter in den USA haben.

## Werk
- Anarchy, State, and Utopia. Basic Books, New York 1974.
  - Anarchie Staat Utopia. Übers. Hermann Vetter. Moderne Verlagsgesellschaft, München 1976 (Neuauflage: Olzog, München 2006, ISBN 3-7892-8098-4)